# پادشاه جینگ ژو (گوی)
پادشاه جینگ از ژو (به چینی: 周景王) با نام شخصی جی گوی (به چینی: 泄貴)؛ بیست‌چهارمین پادشاه دودمان ژو و دوازدهمین پادشاه ژو خاوری بود. او جانشین پدرش پادشاه لینگ ژو شد و از ۵۴۴ تا ۵۲۰ پ. م سلطنت کرد. ژو در زمان سلطنت پادشاه جینگ در ویرانی مالی بود و باید از ایالت‌های همسایه منابع خریداری می‌کرد. او در سال ۵۲۰ پ. م بر اثر بیماری درگذشت و پسرش پادشاه دائو ژو برای مدت کوتاهی جانشین او شد.

## خانواده
ملکه‌ها
- ملکه مو (穆後؛ مرگ ۵۲۷ پ. م)؛ مادر ولیعهد شو

صیغه‌ها
- مادر ولیعهد منگ و شاهزاده گای

پسران
- شاهزاده چائو (王子朝؛ مرگ ۵۰۵ پ. م)؛ در ۵۱۶ پ. م به چو گریخت.
- ولیعهد شو (太子壽؛ مرگ ۵۲۷ پ. م)
- ولیعهد منگ (太子猛؛ مرگ ۵۲۰ پ. م)؛ پادشاه دائو ژو
- شاهزاده گای (王子匄؛ مرگ ۴۷۷ پ. م)؛ پادشاه جینگ ژو